# Pháo lưỡng dụng

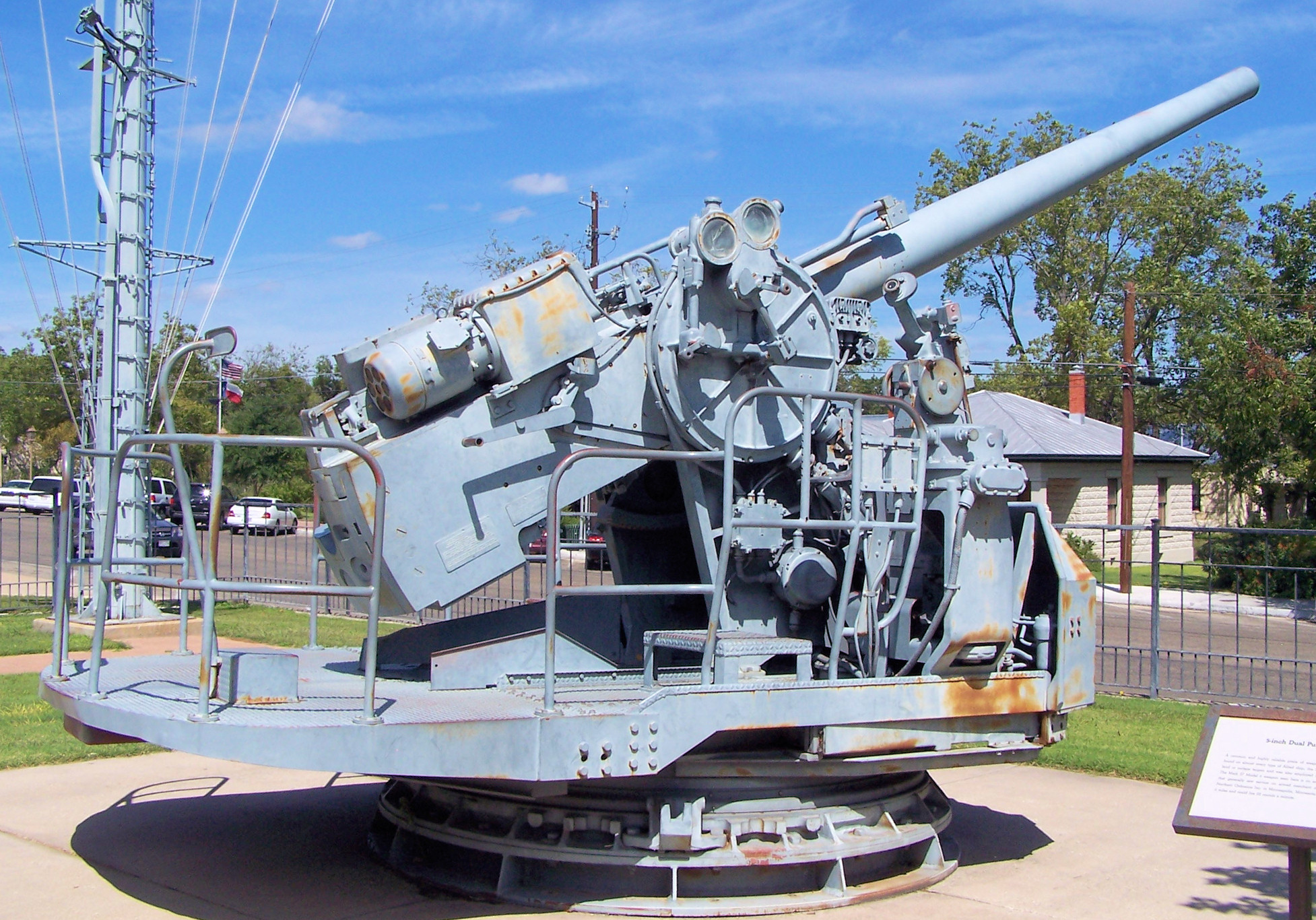
Pháo lưỡng dụng Mark 37 Modification 6 5-inch được trưng bày tại Bảo tàng Quốc gia Chiến tranh Thái Bình Dương. Pháo có tầm bắn hơn 6 mi và có thể đạt tốc độ bắn 22 phát/phút

Pháo lưỡng dụng (tiếng Anh: Dual-purpose gun) là một kiểu hải pháo được thiết kế để đối phó với cả mục tiêu trên mặt nước và mục tiêu trên không. Tùy thuộc vào kích thước của con tàu, pháo lưỡng dụng bao gồm các loại pháo có cỡ nòng từ 57 – 76 mm đến 127 – 130 mm (đôi khi là 152 mm). Pháo lưỡng dụng có nguồn gốc từ pháo phòng không và chức năng của chúng quyết định sự phân loại khác nhau, do đó đôi khi chúng cũng được gọi đơn giản là pháo phòng không.
Pháo lưỡng dụng được sử dụng làm pháo chính trên tàu khu trục, các tàu nhỏ hơn (tàu frigate, tàu corvette, tàu tên lửa), một số tàu tuần dương hạng nhẹ và được sử dụng làm pháo phụ trợ trên thiết giáp hạm, tàu sân bay, một phần trên tàu tuần dương hạng nặng.

## Miêu tả

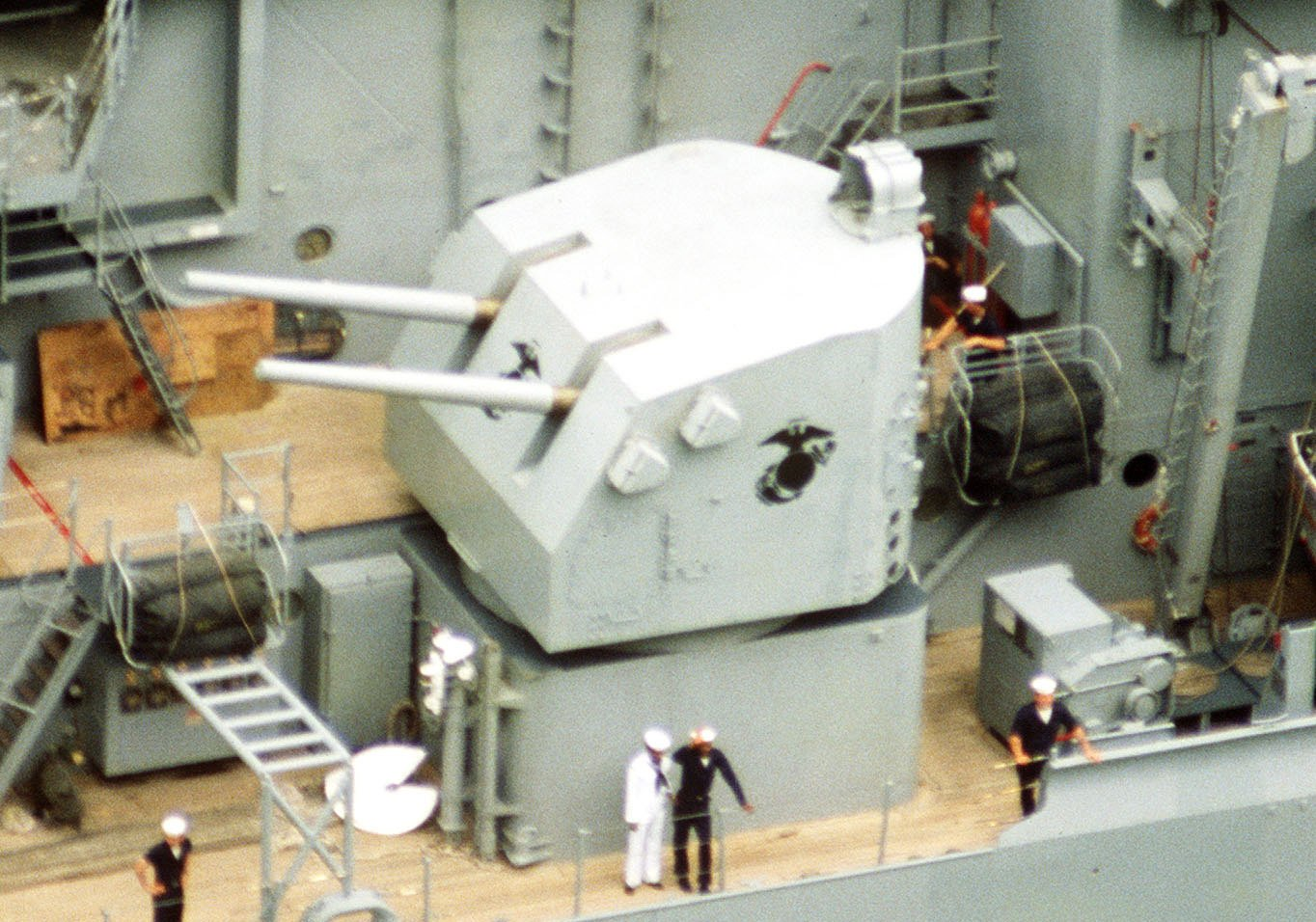
Tháp pháo của pháo lưỡng dụng Mark 28 Modification 2 5-inch được sử dụng làm pháo phụ trợ trên thiết giáp hạm Hoa Kỳ USS New Jersey (trong ảnh là hình phóng to của mô hình con tàu)

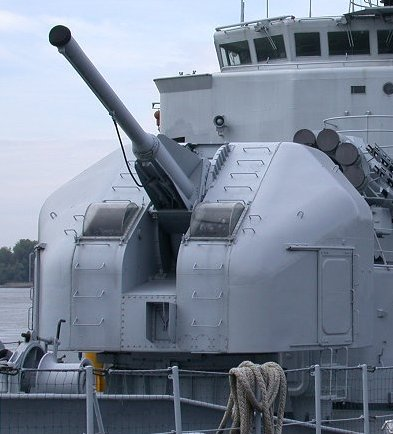
Pháo lưỡng dụng 100 mm Model 53 được sử dụng làm pháo chính trên tàu khu trục Pháp Maillé-Brézé

Các tàu chiến chủ lực thời Chiến tranh thế giới thứ hai có bốn loại pháo: dàn pháo chính hạng nặng dùng để chiến đấu với các thiết giáp hạm và tàu tuần dương, có cỡ nòng 305 – 457 mm (12 – 18 inch); dàn pháo hạng hai dùng để chống lại các tàu khu trục, có cỡ nòng 152 – 203 mm (6 – 8 inch); dàn pháo phòng không hạng nặng có thể tạo ra pháo kích càn quét, dùng để hạ gục máy bay ở khoảng cách xa, có cỡ nòng 76 – 127 mm (3 – 5 inch); cuối cùng là dàn pháo phòng không hạng nhẹ dùng để theo dõi và hạ gục máy bay ở khoảng cách gần. Hệ thống phòng không hạng nhẹ được bố trí khắp con tàu, bao gồm pháo tự động có cỡ nòng 20 – 40 mm (0,787 – 1,57 inch) và súng máy hạng nặng có cỡ nòng 12,7 – 14,5 mm (0,50 – 0,58 inch).
Trong Chiến tranh thế giới thứ hai, Hải quân Hoa Kỳ, Hải quân Hoàng gia Anh, Hải quân Pháp và Hải quân Đế quốc Nhật Bản đã kết hợp dàn pháo hạng hai với pháo phòng không hạng nặng, tạo ra một hệ thống pháo hạng hai lưỡng dụng. Họ loại bỏ hoàn toàn các dàn pháo hạng hai chống hạm chuyên dụng, bởi vì một hạm đội chiến tuyến sẽ phải đối đầu với các tàu tuần dương và tàu khu trục trong hầu hết thời gian. Ngoài ra, có khả năng một thiết giáp hạm sẽ đối mặt với cả tàu khu trục lẫn máy bay đang lao tới cùng lúc và nó cần quá nhiều không gian để lắp đặt các loại vũ khí riêng biệt nhằm đối phó với cả hai mối đe dọa. Thay vào đó, họ đã thay thế chúng bằng các loại pháo lưỡng dụng gắn trên tháp pháo có thể được sử dụng để chống lại cả máy bay và tàu chiến. Không gian tiết kiệm được từ việc kết hợp hai loại pháo được tận dụng để đơn giản hóa việc cung cấp, tăng khả năng bọc giáp sàn tàu, chứa các thiết bị quan trọng, lắp đặt nhiều pháo phòng không hạng nhẹ hơn và các nhu cầu khác. Sự sắp xếp này được đánh giá là hiệu quả hơn và đủ để đáp ứng nhu cầu tác chiến mặt nước lẫn phòng không trong hầu hết các trường hợp.
Kriegsmarine, trong một thực tế tương tự như Hải quân Ý và Hải quân Liên Xô, đã đưa vào sử dụng một hệ thống pháo hạng hai cỡ nòng hỗn hợp. Nó được tạo ra bằng cách tích hợp pháo chống hạm chuyên dụng với pháo phòng không hạng nặng có cỡ nòng nhỏ hơn, thay vì áp dụng dàn pháo hạng hai lưỡng dụng như người Anh hoặc người Mỹ. Lực lượng hải quân này lo ngại trước các cuộc tấn công bằng ngư lôi tầm gần từ các tàu khu trục và tàu phóng lôi của đối phương (đặc biệt là của Pháp), do đó họ coi các dàn pháo hạng hai chống hạm mạnh hơn, cỡ nòng lớn hơn là điều bắt buộc. Hải quân Pháp cũng sử dụng hệ thống cỡ nòng hỗn hợp, nhưng dàn pháo hạng hai của họ có tính chất lưỡng dụng. Điều này có xu hướng làm phức tạp nguồn cung cấp đạn dược và khiến cho một số loại vũ khí nhất định trở nên vô dụng trong một vài tình huống.
Pháo lưỡng dụng được thiết kế như một sự dung hòa giữa pháo chính hạng nặng của lực lượng tác chiến mặt nước và pháo phòng không chuyên dụng. Thường có cỡ nòng tầm trung, loại pháo này đủ mạnh để chứng tỏ sự hữu dụng trong việc chống lại các mục tiêu trên mặt nước như tàu thủy, tàu ngầm nổi và các mục tiêu trên bờ biển của đối phương. Tuy nhiên, nó đủ nhỏ gọn để lắp vào một giá đỡ pháo có khả năng xoay ngang tốt và góc nâng hạ lớn, kết hợp với tốc độ bắn cao, cho phép nó thành công trong việc tấn công các mục tiêu trên không ở mọi góc độ. Ví dụ, lớp thiết giáp hạm King George V của Hải quân Hoàng gia Anh được trang bị 16 khẩu hải pháo QF Mark I (cỡ nòng 5,25 inch (133 mm)) có thể đối phó với một vài tàu chiến lẫn máy bay của đối phương cùng lúc khi cần thiết.
Không phải tất cả các loại pháo lưỡng dụng đều có góc nâng hạ lớn. Yếu tố quyết định là việc giá đỡ pháo có được trang bị hệ thống điều khiển hỏa lực phòng không và phương pháp thiết lập thời gian kích nổ của ngòi nổ đầu đạn phòng không do pháo bắn hay không. Bắt đầu với lớp tàu khu trục Tribal, Hải quân Hoàng gia Anh đã giới thiệu một loạt các lớp tàu khu trục được trang bị pháo lưỡng dụng, nhưng các khẩu pháo QF 4,7-inch Mark XII được lắp trên giá đỡ pháo nòng đôi CP Mark XIX và các giá đỡ pháo sau đó có góc nâng hạ bị giới hạn ở 40°, 50° hoặc 55°. Tuy nhiên, pháo được điều khiển bằng hệ thống điều khiển hỏa lực phòng không và giá đỡ pháo được cung cấp bộ định vị ngòi nổ đạn pháo phòng không. Hải quân Hoa Kỳ đã phát triển một lớp tàu khu trục tương tự, lớp tàu khu trục Porter, với 8 khẩu pháo 5-inch/38-caliber Mark 12 được lắp trên bốn giá đỡ pháo nòng đôi Mark 22 Single Purpose (chỉ hoạt động trên mặt nước), góc nâng hạ được giới hạn ở 35°, nhưng nó không có hệ thống điều khiển hỏa lực phòng không và bộ định vị ngòi nổ đạn pháo phòng không trên giá đỡ pháo. Góc nâng hạ 40° đã hạn chế khả năng của các loại pháo lưỡng dụng thuộc lớp tàu khu trục Tribal trong việc đối đầu với máy bay ném bom bổ nhào tầm cao nhưng chúng vẫn hiệu quả trong việc giao tranh với máy bay ném bom tầm thấp, máy bay thả ngư lôi và vẫn có thể cung cấp đủ hỏa lực tấn công các tàu khác khi đang bị máy bay ném bom bổ nhào tấn công. Đô đốc Philip Vian mô tả việc sử dụng pháo QF 4,7-inch Mark XII nhằm chống lại máy bay trong Chiến dịch Na Uy năm 1940 như sau:
"Rõ ràng là trong một cuộc tấn công từ trên không ở vùng nước hẹp có núi bao quanh, quân bài đã ngay lập tức được máy bay nắm giữ.
Có quá ít vùng biển để có thể hoàn toàn tự do hành động và sự tiếp cận của máy bay đã bị che chắn bởi những bức tường đá. Như thường lệ, khi họ nhìn thấy máy bay ở một góc bắn mà những khẩu pháo 4,7-inch của chúng tôi, có góc nâng hạ tối đa chỉ là bốn mươi độ, không thể tiếp cận chúng... Åndalsnes được tiếp cận thông qua Romsdal Fjord và nằm cách lối vào bốn mươi dặm, nơi chúng tôi đến vào ngày 24 tháng 4. Việc đi lại vào ban ngày của đoàn convoy và hộ tống qua đường thủy này với tốc độ 5 hải lý/giờ, trên một hướng đi ổn định và những ngọn núi cao dốc ở hai bên, đã đưa ra một lời mời hấp dẫn đối với máy bay địch. Các cuộc tấn công của Junkers được kiên trì đến cùng, nhưng hỏa lực của các tàu khu trục, mặc dù bị giới hạn ở góc nâng hạ bốn mươi độ, cũng đủ để giữ cho kẻ thù chỉ ở quá cao so với phạm vi tấn công tiêu chuẩn của chúng. Không có một con tàu nào bị trúng đòn trực diện, mặc dù một số con tàu bị hư hại do các mảnh vỡ từ những cú ném bom trượt gần đó."
Pháo lưỡng dụng ban đầu được thiết kế như một vũ khí phụ trợ cho các tàu mặt nước lớn như thiết giáp hạm và tàu tuần dương nhằm bổ sung hỏa lực cho pháo chính hạng nặng của chúng. Sau đó, những khẩu pháo lưỡng dụng bắt đầu được bổ sung vào các tàu nhỏ hơn với vai trò là pháo chính của chúng. Cùng với sự phát triển của các thiết kế tàu loại bỏ những khẩu pháo hạng nặng cỡ nòng lớn, ngày nay gần như tất cả các loại vũ khí được trang bị làm pháo chính đều có tính chất lưỡng dụng. Hầu hết các loại pháo lưỡng dụng hiện đại đều có cỡ nòng từ 76 – 127 mm (3 – 5 inch).

## Danh sách các loại pháo lưỡng dụng
| Cỡ nòng                 | Tên vũ khí                            | Nguồn gốc  | Thời gian phục vụ            |
| ----------------------- | ------------------------------------- | ---------- | ---------------------------- |
| 57 milimét (2,2 in)     | Bofors 57 mm                          | Thụy Điển  | 1966 – nay                   |
| 76,2 milimét (3 in)     | 76 mm/L62 Allargato                   | Ý          | 1962 – nay                   |
| 76,2 milimét (3 in)     | OTO Melara 76 mm                      | Ý          | 1964 – nay                   |
| 76,2 milimét (3 in)     | AK-176                                | Liên Xô    | 1976 – nay                   |
| 100 milimét (3,9 in)    | 10 cm/65 Type 98                      | Nhật Bản   | Chiến tranh thế giới thứ hai |
| 100 milimét (3,9 in)    | 100 mm Type 79                        | Trung Quốc | 1973 – nay                   |
| 100 milimét (3,9 in)    | 100 mm/55                             | Pháp       | 1961 – nay                   |
| 100 milimét (3,9 in)    | AK-100                                | Liên Xô    | 1978 – nay                   |
| 4 inch (101,6 mm)       | 4-inch Mark V                         | Anh Quốc   | 1914 – thập niên 1940        |
| 4 inch (101,6 mm)       | 4-inch Mark XVI                       | Anh Quốc   | 1936 – thập niên 1950        |
| 4 inch (101,6 mm)       | 4-inch Mark XIX                       | Anh Quốc   | Chiến tranh thế giới thứ hai |
| 4,45 inch (113 mm)      | 4,5-inch Mark I – V                   | Anh Quốc   | 1938 – Chiến tranh Lạnh      |
| 4,45 inch (113 mm)      | 4,5-inch Mark 8                       | Anh Quốc   | 1972 – nay                   |
| 120 milimét (4,7 in)    | Bofors 12 cm M/50                     | Thụy Điển  | 1952 – 1985                  |
| 4,7 inch (119 mm)       | 4,7-inch Mark IX & XII                | Anh Quốc   | 1928 – 1970                  |
| 4,7 inch (119 mm)       | 4,7-inch Mark XI                      | Anh Quốc   | 1941 – 1970                  |
| 127 milimét (5 in)      | Otobreda 127 mm/54C                   | Ý          | Chiến tranh Lạnh – nay       |
| 127 milimét (5 in)      | Otobreda 127 mm/64                    | Ý          | 2012 – nay                   |
| 127 milimét (5 in)      | 127 mm/50 Mẫu năm 3                   | Nhật Bản   | 1928 – 1966                  |
| 127 milimét (5,0 in)    | 12,7 cm/40 Type 89                    | Nhật Bản   | 1932 – 1945                  |
| 5 inch (127 mm)         | 5-inch/38-caliber                     | Hoa Kỳ     | 1934 – thập niên 1990        |
| 5 inch (127 mm)         | 5-inch/54-caliber Mark 16             | Hoa Kỳ     | 1945 – 1993                  |
| 5 inch (127 mm)         | 5-inch/54-caliber Mark 42             | Hoa Kỳ     | 1953 – nay                   |
| 5 inch (127 mm)         | 5-inch/54-caliber Mark 45             | Hoa Kỳ     | 1971 – nay                   |
| 5 inch (127 mm)         | 5-inch/62-caliber Mark 45             | Hoa Kỳ     | 2000 – nay                   |
| 130 milimét (5,1 in)    | 130 mm H/PJ-45                        | Trung Quốc | 2014 – nay                   |
| 5,25 inch (133 mm)      | 5,25-inch Mark I                      | Anh Quốc   | 1940 – 1985                  |
| 135 milimét (5,3 in)    | 135 mm/45 OTO/Ansaldo Model 1937/1938 | Ý          | 1940 – 1972                  |
| 138,6 milimét (5,46 in) | 138,6 mm/50 Model 1929                | Pháp       | 1934 – 1954                  |
| 6 inch (152 mm)         | 6-inch/47-caliber Mark 16             | Hoa Kỳ     | 1937 – 1992                  |